# Cyrtosperma
Cyrtosperma es un género con 32 especies de plantas con flores de la familia Araceae. Es originario de Malasia y del Pacífico.

## Taxonomía
El género fue descrito por William Griffith (botánico) y publicado en Notul. Pl. Asiat. (Posthum. Pap.) 3: 149. 1851.  La especie tipo es: Cyrtosperma lasioides Griff. 

## Especies
- Cyrtosperma afzelli
- Cyrtosperma carrii
- Cyrtosperma edule
- Cyrtosperma ferox
- Cyrtosperma macrotum
- Cyrtosperma senegalense